# شهرستان آلن (کنتاکی)
شهرستان آلن، کنتاکی (به انگلیسی: Allen County, Kentucky) یک سکونتگاه مسکونی در ایالات متحده آمریکا است که در کنتاکی واقع شده‌است.